# SpVgg Bayern Hof
SpVgg Bayern Hof is een Duitse voetbalclub uit Hof, Beieren. De club kwam op 1 juli 2005 tot stand door een fusie tussen SpVgg Hof en FC Bayern 1910 Hof.

## SpVgg Hof
De club werd in 1893 opgericht en het was de eerste georganiseerde vereniging uit Opper-Franken. De club was ook in andere sporten actief, atletiek, damesgymnastiek en handbal (tot 1990).
In de jaren 20 kon de club 2 keer promoveren naar de toenmalige hoogste klasse maar kon daar niet lang standhouden. Na de Tweede Wereldoorlog was de beste prestatie de kwalificatie voor de Bayernliga (3de klasse) in 1966 maar na één seizoen degradeerde de club. Daarna speelde de club helemaal geen rol van betekenis meer.

## SpVgg Bayern Hof
De fusieclub werd in het eerste seizoen 2005/06 al meteen kampioen van de Landesliga Bayern Nord en promoveerde naar de Oberliga Bayern. In 2012 werd de club tweede en promoveerde naar de nieuwe Regionalliga Bayern en speelde er twee seizoenen. In 2016 promoveerde de club opnieuw, maar kon het behoud niet verzekeren.